# Ларанжейрас
Ларанжейрас (порт. Laranjeiras)  —  муниципалитет в Бразилии, входит в штат Сержипи. Составная часть мезорегиона Восток штата Сержипи. Входит в экономико-статистический  микрорегион Байшу-Котингиба. Население составляет 26 972 человека на 2006 год. Занимает площадь 162,273 км². Плотность населения — 165,07 чел./км².

## История
Город основан 4 мая 1848 года. 

## Статистика
- Валовой внутренний продукт на 2004 составляет 520.863.985,00 реалов (данные: Бразильский институт географии и статистики).
- Валовой внутренний продукт на душу населения на 2004 составляет 20.088,86 реалов (данные: Бразильский институт географии и статистики).
- Индекс развития человеческого потенциала на 2000 составляет 0,642 (данные: Программа развития ООН).

## География
Климат местности: тропический. В соответствии с классификацией Кёппена, климат относится к категории As'h.